# Coppa Sabatini 2011
La Coppa Sabatini 2011, cinquantanovesima edizione della corsa e valevole come prova del circuito UCI Europe Tour 2011 categoria 1.1, si svolse il 6 ottobre 2011 per un percorso totale di 200,2 km. Fu vinta dall'italiano Enrico Battaglin che giunse al traguardo con il tempo di 4h55'06", alla media di 40,7 km/h.
Al traguardo 73 ciclisti portarono a termine il percorso.

## Squadre e corridori partecipanti
| N.      | Cod. | Squadra                       |
| ------- | ---- | ----------------------------- |
| 1-10    | LAM  | Lampre-ISD                    |
| 11-20   | KAT  | Katusha Team                  |
| 21-30   | AST  | Pro Team Astana               |
| 31-40   | SKY  | Sky Procycling                |
| 41-50   | ASA  | Acqua & Sapone                |
| 51-60   | AND  | Androni Giocattoli-C.I.P.I.   |
| 61-70   | COG  | Colnago-CSF Inox              |
| 71-80   | DER  | De Rosa-Ceramica Flaminia     |
| 81-90   | FAR  | Farnese Vini-Neri Sottoli     |
| 91-100  | GEO  | Geox-TMC                      |
| 101-110 | DAN  | D'Angelo & Antenucci-Nippo    |
| 111-120 | MIE  | Miche-Guerciotti              |
| 121-130 | WIT  | Wit Orologi-Ecologia Ambiente |

## Ordine d'arrivo (Top 10)
| Pos. | Corridore            | Squadra        | Tempo    |
| ---- | -------------------- | -------------- | -------- |
| 1    | Enrico Battaglin     | Colnago        | 4h55'06" |
| 2    | Davide Rebellin      | Miche          | s.t.     |
| 3    | Daniel Moreno        | Katusha        | s.t.     |
| 4    | Giovanni Visconti    | Farnese Vini   | s.t.     |
| 5    | Simon Gerrans        | Sky Procycling | s.t.     |
| 6    | Lars Petter Nordhaug | Sky Procycling | s.t.     |
| 7    | Stefan Schumacher    | Miche          | s.t.     |
| 8    | David de la Fuente   | Geox-TMC       | s.t.     |
| 9    | Emanuele Sella       | Androni Gioc.  | s.t.     |
| 10   | Domenico Pozzovivo   | Colnago        | a 6"     |